# Egidio Mauri

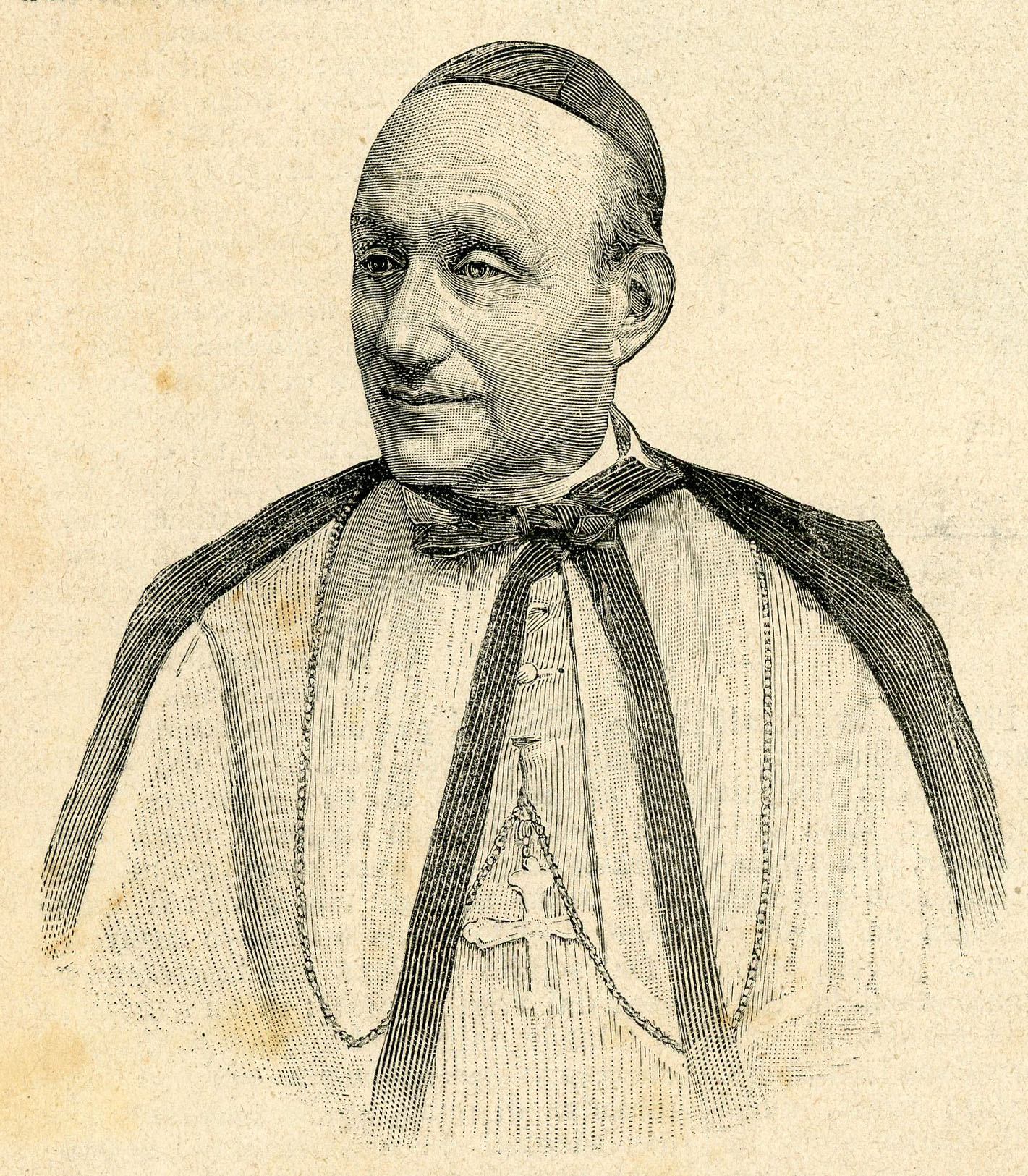
Egidio Kardinal Mauri (1895)

Egidio Mauri OP (* 9. Dezember 1828 in Montefiascone; † 13. März 1896 in Ferrara) war ein italienischer Kardinal der Römischen Kirche.

## Leben
Giovanni Mauri – wie er mit bürgerlichem Namen hieß – empfing am 12. Oktober 1834 das Sakrament der Firmung. Bereits in jungen Jahren trat er dem Orden der Dominikaner bei und nahm dabei den Ordensnamen Egidio an. Zuletzt legte er den Magister in Theologie ab.
Egidio Mauri empfing am 24. September 1853 in Viterbo die Priesterweihe. Danach war er rund 13 Jahre lang an verschiedenen Klöstern seines Ordens als Lehrer tätig. Gleichzeitig übte er oft das Amt des jeweiligen Priors aus, ehe er Ende der 1860er Jahre in Florenz zum Generalvikar seines Ordens gewählt wurde.
Am 22. Dezember 1871 wurde Mauri zum Bischof von Rieti ernannt; die Bischofsweihe fand am 14. Januar 1872 in Viterbo statt. Nach 16 Jahren in Rieti wurde Mauri am 1. Juni 1888 Bischof von Osimo und Cingoli, dem am 12. Juni 1893 die Beförderung zum Erzbischof des Erzbistums Ferrara folgte.
Im Konsistorium vom 18. Mai 1894 nahm Papst Leo XIII. Mauri ins Kardinalskollegium auf, worauf er am 21. Mai 1894 den Kardinalshut empfing und zum Kardinalpriester der Titelkirche San Bartolomeo all’Isola ernannt wurde. Am 2. Dezember 1895 nahm Mauri einen Wechsel seiner Titelkirche vor und wurde Kardinalpriester von Santa Maria sopra Minerva.
Egidio Mauri starb drei Monate später im Alter von 67 Jahren. Sein Grabmal befindet sich auf dem Friedhof von Ferrara.